# Walter NZ-60

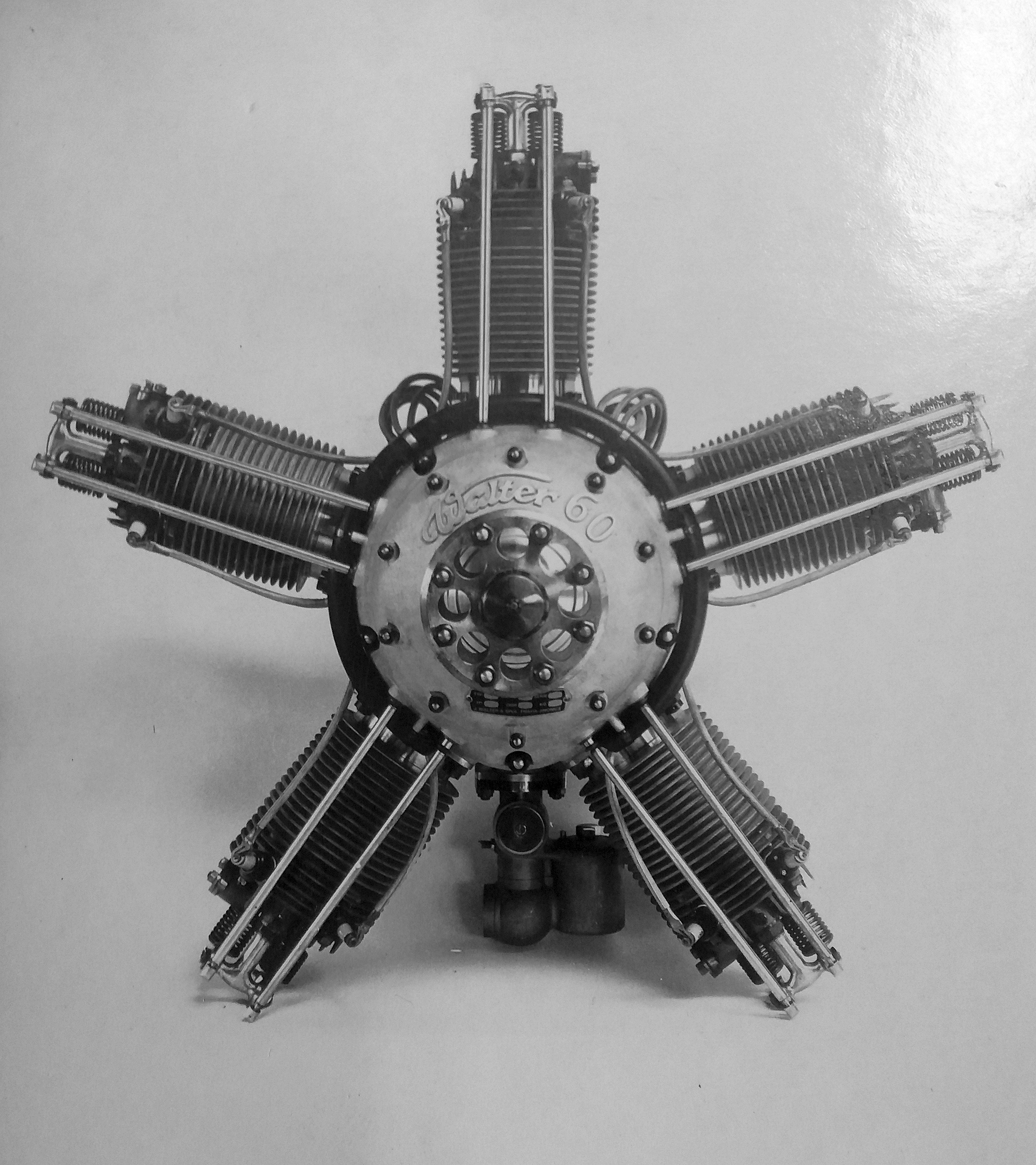
Motor Walter 60 HP

De Walter NZ-60 (ook wel bekend als NZ 60) is een Tsjechoslowaakse luchtgekoelde 5-cilinder stermotor gebouwd door Walter. De NZ-60 is gebruikt om vliegtuigen uit de jaren ‘20 van de twintigste eeuw mee aan te drijven.

## Specificaties
- Boring: 10,5 cm
- Slag: 12,0 cm
- Verplaatsing: 5,2 l
- Gewicht: 100 kg
- Vermogen: 45 kW (60 pk)

## Lijst van vliegtuigen
- ANBO II
- ANBO III
- Avia BH-9
- Avia BH-10
- Avia BH-11
- Avia BH-12
- Letov Š-18